# جالاتونه
جالاتونه (به ایتالیایی: Galatone) یک کومونه در ایتالیا است که در استان لچه واقع شده‌است.

## خصوصیات
جالاتونه ۴۶ کیلومترمربع مساحت و ۱۵٬۹۸۲ نفر جمعیت دارد و ۵۸ متر بالاتر از سطح دریا واقع شده‌است.